# Кириченко Олексій Миколайович
Кириченко Олексій Миколайович (нар. 16 березня 1975) — народний депутат України, на дострокових парламентських виборах 18-й номер в списку Радикальної партія Олега Ляшка.

## Біографія
До 27 листопада 2015 року — начальник відділу продажу ТОВ «ЛСК-БУД».
З 27 листопада 2015 року — народний депутат України, член Комітету Верховної Ради України з питань охорони здоров'я.